# Siesikai
Siesikai est une ville de l'Apskritis de Vilnius en Lituanie.
Sa population était de 508 habitants lors du recensement de 2011.
On y trouve une église catholique et le château de Siesikai.